# Wallenhorst
Wallenhorst è un comune indipendente di 22 867 abitanti, della Bassa Sassonia, in Germania.
Appartiene al circondario (Landkreis) di Osnabrück (targa OS).